# Канейдиън Броудкастинг Корпърейшън
Канейдиън Броудкастинг Корпърейшън (на английски: Canadian Broadcasting Corporation, на френски: Société Radio-Canada) е канадска федерална коронна медийна корпорация.
Служи като национална обществена компания за радио и телевизия. Службите на английски и френски език на корпорацията са известни като Си Би Си и Радио-Канада, съответно.